# Грдана
Грдана (енгл. Maleficent) је измишљени лик из филма Успавана лепотица (1959) Волта Дизнија, настао по узору на злу вилу из истоимених старих бајки Шарла Пероа и Браће Грим. Она је зла вила која, пошто није позвана на славље поводом рођења принцезе Ружице, баца клетву на принцезу и прориче јој да ће се „пре него што сунце зађе на њен шеснаести рођендан убости на вретено и умрети.”
Грдана је отмена жена, префињених манира и заправо лепих контура лица. Себе назива „господарицом свег зла“ и не одваја се од свог љубимца, Гаврана. Њени ексцентрични покрети су често имитирани, а њен костим је деценијама популаран на маскенбалима. Према резултатима анкете спроведене на званичном Дизнијевом сајту, Грдана је најстрашнији и најмрачнији Дизнијев зликовац.
Глас јој је позајмила глумица Еленор Одли. Кристин Ченоует ју је глумила у филму Наследници из 2015, а Кристен Бауер ван Стрејтен у серији Некада давно.
Анџелина Џоли је 2014. тумачила лик као протагонисту у играном филму Грдана — зла вила, а улогу је поновила у наставку Грдана — господарица зла из 2019. године.

## Оригинални филм

### Изглед
Грдана је врло висока, витка, светло–зеленкасте боје коже, уска лица и истакнуте браде. Има правилне и изражене црте лица и увек високо уздигнуте обрве. Демонску црту јој дају изразито жуте очи са ситним зеницама и рогови на глави. Увек носи дуго, црно жезло са зеленом куглом на врху, црно–љубичасту хаљину, чије ивице подсећају на крила слепог миша. Додатни мрачни аксесоар је елегантни прстен са великим црним каменом. Грдана се носи отмено и достојанствено, пуна је самопоуздања, наступа супериорно и смишљено.

### Особине
За разлику од осталих Дизнијевих зликоваца, Грдана није комична и ниједан њен гест не може да засмеје; није луцкаста попут Мадам Мим (Мач у камену) или Хада (Херкул), није наивна попут Принца Џона (Робин Худ) или Краљице Срца (Алиса у земљи чуда), савршено је смирена и уравнотежена за разлику од Урсуле (Мала сирена) и Круеле де Вил (101 далматинац), али је далеко злобнија и моћнија од Зле краљице (Снежана и седам патуљака) – она жели да убије девојку само зато што није позвана на забаву. Има својеврстан смисао за хумор (црни), и врло је иронична и саркастична, што се најбоље види у њеном обраћању принцу Филипу након што га утамничи и успава принцезу. Са победоносним осмехом на лицу, Грдана му каже: 
| „ | О, немој тако принче Филипе, чему толика меланхолија. Дивна будућност лежи пред тобом! Али Аурора је у бесконачном сну! Године су пролазиле... Сто година за један трептај! И коначно су се капије тамнице отвориле – наш принц је слободан да оде куда му је воља. Кренуо је на свом племенитом пастуву, онако висок и поносан, да пробуди своју љубав првим пољупцем љубавника. | ” |

 Она је хладна, садистички расположена и немилосрдна, што се најбоље види у њеном малтретирању поданика, армије гоблина, тролова, алигатора, свиња и слепих мишева. Једино биће које воли је њен љубимац, Гавран (говори му мезимче моје), чија је смрт потреса и изазива.

### Способности
Главни негативац Успаване лепотице није вештица, како се често назива, већ зла вила, господарица (зла), како она саму себе назива. Нештедимице баца клетве, муње и громове, краљеве стражаре претвара у камен када покушају да је заробе. Способна је да се телепортује, да узима различита обличја и да се претвори у зеленкасто, хипнотишуће светло. 
 Врхунац њене моћи је претварање у огромног, љубичасто–црног змаја, који ватром коју бљује може да руши читаве стене.

### Улога у филму
Успавана лепотица почиње забавом поводом рођења принцезе Ружице, у велелепном дворцу њених родитеља. Хиљаде краљевских поданика хрли кроз капију дворца на поклоњење будућој владарки. У пространој дворани су смештени остали краљеви, витезови, даме, принц Филип, Ружичин будући муж и три добре виле, које су беби донеле магичне поклоне. Након што јој је Цветана поклонила лепоту, Горана дар за певање, а Сунчица заустила да каже свој поклон, изненада је настала олуја, завесе су летеле, небо се смрачило, а насред дворане створила се зла вила Грдана, наводно да и она да један поклон детету. Говорила је како ће Ружица без сумње бити лепа и даровита, како ће одрастати у највећем луксузу, вољена и пажена, али је одједном променила глас и почела да виче: 
| „ | Пре него што зађе Сунце на њен шеснаести рођендан, она ће набости свој прст на вретено, и умреће! | ” |

 Када стражари појуре да је заробе, она им подсмешљиво викне: назад будале, окамени их на месту, и нестане. Грдана је шеснаест година тражила Ружицу, коју су у међувремену виле сакриле у малој шумској колиби. Заправо, то су за њу чинили њени поданици, животиње и наказе. Неколико дана пред принцезин шеснаести рођендан, вила шаље свог љубимца, Гаврана, говорећи му: 
| „ | Мезимче моје, ти си ми последња нада. Вини се високо и широко. Тражи девојку златне косе и усана црвених као што је ружа. Крени, и немој ме изневерити. | ” |

 Гавран успева да пронађе принцезу, која је тог дана упознала принца Филипа, не знајући да ће се удати за њега, и договорила се да увече дође у колибу на вечеру. Сазнавши за тамо неког принца, виле су се уплашиле да би могле бити окривљене за непоштовање договора, по коме су дужне да Аурору чувају само за Филипа. Стога још истог дана пакују принцезу и упућују се на двор, да је припреме за венчање. Мислећи да је вечера спремна, Филип долази у колибу где затиче Грдану, чији га поданици заробљавају и воде у њен дом, на Забрањену планину. У међувремену, Грдана се у облику зеленкастог светла појављује у Ружичином камину, у дворцу, хипнотише је и води кроз зидове, до врха једне куле, где је спремила вретено. Виле, које су у замку осетиле црну магију, јуре ходницима и тајним пролазима, вичући: Ружице, ништа не дирај. Старо пророчанство је морало бити испуњено, и тренутак пре него што су три виле стигле, принцеза је набола прст и пала у вечни сан. Виле су натрчале на Грдану, која им је са подсмехом добацила: 
| „ | Мислиле сте да можете мене да победите! Мене, господарицу свег зла!? Ево ваше драгоцене принцезе! | ” |

, и помакла хаљину испод које је лежала онесвешћена Ружица. Успававши цео замак, виле одлазе у Грданину тврђаву, да ослободе принца. Грдана га обесхрабрује, иронично говорећи о његовој љубави, каже му да ће и после сто година које проведе заробљен, свакако бити први љубавник своје принцезе. У тренутку њене непажње, виле га ослобађају и крећу да беже. Грданине слуге им отежавају бег разним смицалицама, али виле излазе на крај са свим замкама. Видевши да принц бежи, Гавран гласно гракће, покушавајући да привуче Грданину пажњу. Мало пре него што се Грдана бесна појави на прозору, Сунчица Гаврана претвара у камену статуу. Схвативши да је заробљеник скоро стигао до Ружице, Грдана баца чини на принцезин замак и око њега расту трње и шибље. Са тешком муком и помоћи три добре виле, Филип успешно крчи пут пред собом. Схвативши да је време да се сама сукоби са њим, Грдана лети до замка, где се претвара у огромног црно-љубичастог змаја, те каже: 
| „ | Сада ћеш имати посла са мном принче, ја имам моћи Пакла! | ” |

 Након дуге и тешке борбе, принц успева да је прободе чаробним мачем и она умире.